# تشارلي قاولد
تشارلي قاولد (بالإنجليزية: Charlie Gould)‏ هو لاعب كرة قاعدة أمريكي، ولد في 21 أغسطس 1847 في سينسيناتي في الولايات المتحدة، وتوفي في 9 أبريل 1917 في فلاشينغ ‏ في الولايات المتحدة.

## وصلات خارجية
- تشارلي قاولد على موقعبيزبول رفرنس.كوم (الدوري الرئيسي) (الإنجليزية)